# Orroroo
Orroroo – miejscowość w Australii Południowej, położone w południowej części Gór Flindersa.
Założone w 1865 Orroroo w roku 2007 liczyło około 800 mieszkańców. Nazwa „Orroroo” pochodzi z języka lokalnych Aborygenów i znaczy „miejsce spotkań  wron”, jest to jedyne trzysylabowe słowo w języku angielskim składające się z tylko dwóch różnych liter.
24 sierpnia 1923 Orroroo zostało zelektryfikowane kiedy oficjalnie otwarto niewielką elektrownię (czy generator prądu) zakupioną w Zachodniej Australii o napięciu 230 woltów. Elektrownia zakończyła pracę 4 lipca 1962, kiedy miasto zostało włączone do krajowej sieci elektroenergetycznej o standardowym w Australii napięciu 240 V.
W parku miejskim znajduje się jedno z największych w Australii, a największe w Australii Południowej, drzewo gatunku red river gum (Eucalyptus camaldulensis), mierzący w obwodzie prawie 11 m eukaliptus ma przynajmniej 500 lat.
21 km na południe od Orroroo znajduje się atrakcja turystyczna zwana Magnetic Hill (Wzgórze Magnetyczne) gdzie można zaobserwować fenomen pozornie przeczący prawom fizyki – zaparkowane na neutralnym biegu samochody wydają się toczyć pod górę. W rzeczywistości jednak droga prowadzi w dół, a złudzenie samoczynnego wjazdu pod górę spowodowane jest specyficznym układem okolicznego terenu.